# Morti nel 1338
| Questa pagina contiene informazioni ricavate automaticamente dalle voci biografiche con l'ausilio del template Bio e di un bot. L'aggiornamento è periodico e automatico e ricostruisce completamente la pagina. Se manca una persona in questa lista, sei pregato di non aggiungerla, ma accertati piuttosto che la sua voce biografica contenga il template Bio e che i dati anagrafici siano correttamente compilati. Se il template Bio manca, inseriscilo tu stesso o, in alternativa, metti l'avviso {{tmp\|Bio}} che ne segnala la mancanza. Se i dati riportati sono sbagliati, correggi direttamente la voce biografica; le modifiche saranno visibili in questa lista entro pochi giorni. Per chiarimenti vedi il progetto biografie. La lista contiene solo le 24 persone che sono citate nell'enciclopedia e per le quali è stato implementato correttamente il template Bio. Pagina aggiornata al 18 ago 2025. |

- 2 febbraio - Simone Fidati, religioso italiano
- 17 marzo - Giovanni Enrico IV di Gorizia, conte italiano (n. 1322)
- 17 marzo - Pierre de Jean, vescovo cattolico francese
- 21 marzo - Marsilio da Carrara, politico italiano (n. 1294)
- 21 aprile - Teodoro I del Monferrato, principe (n. 1290)
- 23 maggio - Alice de Warenne, nobile britannica (n. 1287)
- 10 giugno - Kitabatake Akiie, militare giapponese (n. 1318)
- 4 agosto - Tommaso Plantageneto, I conte di Norfolk, nobile britannico (n. 1300)
- 5 agosto - Bernabò Malaspina, vescovo cattolico italiano (n. 1274)
- 17 agosto - Nitta Yoshisada, militare giapponese (n. 1301)
- 22 agosto - Guglielmo d'Aragona, duca (n. 1312)
- 27 agosto - Bartolomeo II della Scala, vescovo cattolico italiano
- Camaino di Crescentino, scultore e architetto italiano
- Changshi Khan, condottiero mongolo
- Maria di Brabante, contessa
- Andrew Murray, militare scozzese (n. 1298)
- Muhammad Khan, mongolo
- Narinaga, giapponese (n. 1326)
- Argentina Spinola, nobildonna italiana (n. 1294)
- Ubertino Strozzi, politico italiano
- Tommaso d'Irlanda, religioso, filosofo e saggista irlandese
- Ugolino I Trinci, nobile italiano
- Francesco I Ventimiglia, nobile, politico e militare italiano (n. 1280)
- Convenevole da Prato, scrittore, notaio e ambasciatore italiano